# Carpe diem Baby
«Carpe Diem Baby» es la séptima canción de ReLoad, el séptimo álbum de la banda estadounidense de heavy metal Metallica. Fue tocada en vivo solamente 2 veces en vivo, una en la gira de Orion Music + More y otra en 2011 en el Auditorio Fillmore como celebración de los 30 años del grupo (1981-2011). 

## Personal
- James Hetfield: voz, guitarra líder
- Kirk Hammett: guitarra rítmica
- Jason Newsted: bajo eléctrico, coros
- Lars Ulrich: batería, percusión

- Datos: Q5753355